# Night Club (banda)
Night Club es un grupo estadounidense de música electrónica formado por Emily Kavanaugh y Mark Brooks en 2012. La banda reside actualmente en Los Ángeles. 
Su primer sencillo fue Lovestruck y se lanzó en julio de 2012. Unos meses más tarde, en septiembre del mismo año, la banda publicó su primer EP. 
El videoclip de su segundo sencillo, Control, se publicó en febrero de 2013.
La banda compuso el tema Moonbeam City para la banda sonora de la serie homónima.

## Discografía

### Álbumes de estudio
- Requiem for Romance (2016)
- Scary World (2018)
- Die die lullaby (2020)

### Álbumes de banda sonora
- Moonbeam City (2015)

### EP
- Night Club (2012)
- Love Casualty (2013)
- Black Leather Heart (2014)

### Sencillos
- «Lovestruck» (2012)
- «Poisonous» (2013)
- «Need You Tonight» (2014)
- «Bad Girl» (2016)
- «Candy Coated Suicide» (2018)

### Videoclips
- Lovestruck (2012)
- Control (2013)
- Poisonous (2013)
- Strobe Light (2013)
- Need You Tonight (2014)
- She Wants To Play With Fire (2014)
- Not In Love (2014)
- Give Yourself Up (2015)
- Bad Girl (2016)
- Dear Enemy (2016)
- Show It 2 Me (2017)
- Candy Coated Suicide (2018)
- Schizophrenic (2018)
- Your Addiction (2019)
- Gossip (2020)
- Miss Negativity (2020)
- Die In The Disco (2022)